# Premi BAFTA 1953
I premi della 6ª edizione dei British Academy Film Awards furono conferiti dalla British Academy of Film and Television Arts alle migliori produzioni cinematografiche del 1952.

## Vincitori e candidati

### Miglior film internazionale (Best Film from any Source)
- Ali del futuro (The Sound Barrier), regia di David Lean
- L'avventuriero della Malesia (Outcast of the Islands), regia di Carol Reed
- The Boy Kumasenu, regia di Sean Graham
- Cantando sotto la pioggia (Singin' in the Rain), regia di Stanley Donen e Gene Kelly
- Casco d'oro (Casque d'or), regia di Jacques Becker
- I figli della violenza (Los olvidados), regia di Luis Buñuel
- Il fiume (Le Fleuve / The River), regia di Jean Renoir
- Luci della ribalta (Limelight), regia di Charlie Chaplin
- Mandy, la piccola sordomuta (Mandy), regia di Alexander Mackendrick
- Miracolo a Milano, regia di Vittorio De Sica
- Morte di un commesso viaggiatore (Death of a Salesman), regia di László Benedek
- Gli occhi che non sorrisero (Carrie), regia di William Wyler
- Piangi mio amato paese (Cry, the Beloved Country), regia di Zoltán Korda
- Quinta squadriglia Hurricanes (Angels One Five), regia di George More O'Ferrall
- Rashōmon, regia di Akira Kurosawa
- La regina d'Africa (The African Queen), regia di John Huston
- Un tram che si chiama Desiderio (A Streetcar Named Desire), regia di Elia Kazan
- Viva Zapata!, regia di Elia Kazan

### Miglior film britannico (Best British Film)
- Ali del futuro (The Sound Barrier)
- L'avventuriero della Malesia (Outcast of the Islands)
- Il fiume (Le Fleuve / The River)
- Mandy, la piccola sordomuta (Mandy)
- Piangi mio amato paese (Cry, the Beloved Country)
- Quinta squadriglia Hurricanes (Angels One Five)

### Miglior attore britannico (Best British Actor)
- Ralph Richardson - Ali del futuro (The Sound Barrier)
- Jack Hawkins - Mandy, la piccola sordomuta (Mandy)
- James Hayter - The Pickwick Papers
- Laurence Olivier - Gli occhi che non sorrisero (Carrie)
- Nigel Patrick - Ali del futuro (The Sound Barrier)
- Alastair Sim - Folly to Be Wise

### Migliore attrice britannica (Best British Actress)
- Vivien Leigh - Un tram che si chiama Desiderio (A Streetcar Named Desire)
- Phyllis Calvert - Mandy, la piccola sordomuta (Mandy)
- Celia Johnson - I Believe in You
- Ann Todd - Ali del futuro (The Sound Barrier)

### Miglior attore straniero (Best Foreign Actor)
- Marlon Brando - Viva Zapata!
- Humphrey Bogart - La regina d'Africa (The African Queen)
- Pierre Fresnay - Dio ha bisogno degli uomini (Dieu a besoin des hommes)
- Francesco Golisano - Miracolo a Milano
- Fredric March - Morte di un commesso viaggiatore (Death of a Salesman)

### Migliore attrice straniera (Best Foreign Actress)
- Simone Signoret - Casco d'oro (Casque d'or)
- Edwige Feuillère - Olivia
- Katharine Hepburn - La regina d'Africa (The African Queen)
- Judy Holliday - Vivere insieme (The Marrying Kind)
- Nicole Stéphane - I ragazzi terribili (Les enfants terribles)

### Miglior documentario (Best Documentary Film)
- Royal Journey, regia di David Bairstow, Roger Blais e Gudrun Parker
- Fishermen of Negombo, regia di George Wickremasinghe
- Highlights of Farnborough 1952, regia di Peter De Normanville
- Journey Into History, regia di Alexander Shaw e John Taylor
- Le Mans 1952, regia di Bill Mason
- Ocean Terminal, regia di J.B. Holmes
- Open Window
- Opera School, regia di Gudrun Parker
- Rig 20
- The Streamlined Pig
- La terra questa sconosciuta (Nature's Half Acre), regia di James Algar

### Premio UN (UN Award)
- Piangi mio amato paese (Cry, the Beloved Country)
- I figli della violenza (Los olvidados)
- Neighbours, regia di Norman McLaren